# DDP (gruppo musicale)
I DDP sono un gruppo musicale hip hop italiano formatosi nel 1995 per la conduzione di un programma radiofonico. Il gruppo è attualmente composto dagli MC G. Quagliano, G. Soave e Duellz e dal beatmaker e DJ Ill Freddo.

## Storia del gruppo
I primi passi nel mondo dell'hip hop sono tra il 1995 ed il 1997 con la pubblicazione di due demo (Rapfobia e Les Jeux Soint Fait) e con la partecipazione a due compilation di hip hop italiano. Nel 1999 pubblicano Strada, primo album prodotto e distribuito da CD CLUB, contenente featuring di Lyricalz e Onassis dell'Area Cronica. Sempre nel 1999 G.Quagliano partecipa all'album Sotto lo stesso effetto dei Sottotono e a Brava gente - Storie di fine secolo dei Lyricalz. Questi lavori portano G.Quagliano ad essere ospite del tour dei Sottotono ed ai DDP ad aprire per loro alcune date quali Verona, Novara e Milano.
I DDP, dopo aver effettuato diverse presenze a jam e piccoli club. Nel tardo 1999, la band ufficializza il rapporto con l'etichetta Area Cronica, e partecipa al volume 2 e 4 di Nel Vortice ed alla compilation Area Cronica.com. G. Quagliano partecipa anche all'album Rapper Italiano di Bassi Maestro.
Nel 2003 i DDP pubblicano il bootleg #1, di buon successo. Nonostante il periodo non felice del rap italiano i DDP riescono a mantenere una discreta presenza sulla scena, partecipando al Touch Down 2003 di Genova a supporto di Busta Flex. Nel 2004 il gruppo entra a far parte della neonata etichetta Minoia Records l'anno successivo I Love DDP, ben recensito dalla stampa di settore.
G.Quagliano ha inoltre partecipato all'album della promessa del cantante soul italiano SoulDavid ed è impegnato nel side project 0131. Nel 2006 infine la band ha partecipato al disco di Carlito Gang Bang.
Sempre nel 2006 inizia su LSD Network il nuovo programma di web radio "Rap Game" condotto da G. Soave e Duellz.

## La Blocco Recordz
Il 2007 inizia con la nascita e la concretizzazione del progetto Blocco Recordz. Una vera e propria etichetta che ha come obiettivo quello di scoprire, produrre e promuovere nuove realtà artistiche del panorama hip hop italiano. La prima uscita ufficiale della Blocco Recordz è il terzo album dei DDP Attitudine che vede la luce a febbraio 2007, in cui si trovano le collaborazioni di Inoki, Bassi Maestro, Santo Trafficante, MDT, Uzi Junker e Morfa. Il disco viene accolto bene dalla critica di settore e riscuote un buon successo di pubblico che porta i DDP a partire con il loro "Attitudine Tour" dal mese di marzo toccando diversi clubs in varie parti d'Italia.
Nei primi mesi del 2007 Ill Freddo produce una traccia musicale come soundtrack per il progetto cinematografico worldwide di Pirelli. La base diventa la web soundtrack del nuovo film che vede come protagonista Uma Thurman e come regista Kathryn Bigelow (regista di Strange Days). Il team Blocco Recordz si arricchisce della presenza di MDT (Coliche e Nak Spumanti) da Milano, Parabellum (Uzi Junker, Lil Pin, Mistacabo e Kennedy) da Cagliari, Zanna Mr Airforce da Milano, Gabba da Firenze e D.A.F.A. aka Kilkenny (ex Lyricalz) da Novara, Emis Killa da Vimercate (MI).
Gli anni successivi sono una sequenza di traguardi, soprattutto grazie al forte riscontro ottenuto da Emis Killa, che si posiziona ai vertici delle classifiche con il suo album, tutta la crew ne raccoglie i frutti anche in seguito al tour, che porta la squadra in giro per l'Italia.

## Discografia

### Album in studio
- 1999 – Strada
- 2003 – #1
- 2005 – I Love DDP
- 2007 – Attitudine
- 2009 – #2

### Demo
- 1995 – Rapfobia
- 1997 – Les Jeux Sont Fait

### Altre collaborazioni
- 1999 – Sottotono - Sotto lo stesso effetto
- 1999 – Lyricalz - Brava gente - Storie di fine secolo
- 1999 – Area Cronica - Area Cronica.com
- 1999 – Area Cronica - Nel vortice vol. 2
- 2000 – Area Cronica - Nel vortice vol. 4
- 2001 – Bassi Maestro - Rapper italiano
- 2005 – SoulDavid - Amorestereo
- 2006 – Carlito - Gang bang
- 2007 – MDT - Sotto zero - The Drama Tape
- 2008 – P. Duellz & Zanna Aka Mr. Airforce - Paranoia 2k7
- 2008 – D.A.F.A. aka Kilkenny - A distanza ravvicinata
- 2008 – MDT - Grado zero